# Karschia (arachnide)
Pour les articles homonymes, voir Karschia.
Genre
Karschia est un genre de solifuges de la famille des Karschiidae.

## Distribution
Les espèces de ce genre se rencontrent au Moyen-Orient, au Caucase, en Asie centrale, au Népal et en Asie de l'Est.

## Liste des espèces
Selon Solifuges of the World (version 1.0) :
- Karschia (Karschia) Walter, 1889
  - Karschia badkhyzica Gromov, 1998
  - Karschia birulae Roewer, 1934
  - Karschia caucasica (L. Koch, 1878)
  - Karschia cornifera Walter, 1889
  - Karschia gurkoi Gromov, 2004
  - Karschia kiritshenkoi Birula, 1922
  - Karschia koenigi Birula, 1922
  - Karschia kononenkoi Gromov, 2004
  - Karschia kopetdaghica Gromov, 1998
  - Karschia kurdistanica Birula, 1935
  - Karschia mangistauensis Gromov, 1993
  - Karschia mastigofera Birula, 1890
  - Karschia mongolica Roewer, 1933
  - Karschia nubigena Lawrence, 1954
  - Karschia persica Kraepelin, 1899
  - Karschia tarimina Roewer, 1933
  - Karschia tibetana Hirst, 1907
  - Karschia tienschanica Roewer, 1933
- Karschia (Rhinokarschia) Birula, 1935
  - Karschia borszczevskii Birula, 1935
  - Karschia gobiensis Gromov, 2004
  - Karschia kaznakovi Birula, 1922
  - Karschia nasuta Kraepelin, 1899
  - Karschia pedaschenkoi Birula, 1922
  - Karschia rhinoceros Birula, 1922
  - Karschia tadzhika Gromov, 2004
  - Karschia zarudnyi Birula, 1922

et décrites depuis :
- Karschia dingye Fan, Zhang & Zhang, 2024
- Karschia latuis Fan, Zhang & Zhang, 2024
- Karschia lhasa Fan, Zhang & Zhang, 2024
- Karschia liui Fan, Zhang & Zhang, 2024
- Karschia namling Fan, Zhang & Zhang, 2024
- Karschia shannan Fan, Zhang & Zhang, 2024
- Karschia shigatse Fan, Zhang & Zhang, 2024
- Karschia trisetalis Fan, Zhang & Zhang, 2024
- Karschia wenquan Fan, Zhang & Zhang, 2024
- Karschia zhui Fan, Zhang & Zhang, 2024

## Systématique et taxinomie
Ce genre a été décrit par Walter en 1889.

## Publications originales
- (de) Walter, 1889 : Transkaspische Galeodiden. Zoologische Jahrbèucher. Abteilung fèur Systematik, Geographie und Biologie der Tiere, vol. 4, no 1, p. 1095-1109 (texte intégral).
- (de) Birula, 1935 : Über eine neue Eusimonia-Art (Solifuga) aus Nord-Persien. Bulletin de l’Académie des Sciences de l’URSS, vol. 28, p. 1217–1222.